# March 871
La March 871 è una vettura monoposto a ruote scoperte da competizione, progettata da March per il team Leyton House per partecipare al Campionato mondiale di Formula 1 1987.

## Contesto
Nel 1987 il manager Cesare Gariboldi volle intraprendere l'avventura nel mondiale di Formula 1 con un proprio team, forte della positiva esperienza delle stagioni precedenti nel campionato internazionale di Formula 3000.
Nel 1986 la sua scuderia vinse quel campionato con Ivan Capelli come pilota, il quale aveva già corso in Formula 1 con Tyrrell e AGS; perciò, con queste credenziali, lo sponsor giapponese Leyton House decise di finanziare il progetto di Gariboldi e venne scelta come struttura tecnica di riferimento la March Engineering, che si occupò di progettare e sviluppare la vettura di Formula 1 per l'87, anche se la casa inglese mancava dal circus dal 1982.
Nacque così il team Leyton-House March.

## Progetto
La March 871 venne progettata da Gordon Coppuck, storico ingegnere della casa britannica, nonché colui che disegnò le McLaren M23 iridate.
Coppuck non realizzava una Formula 1 dal 1980 con la McLaren M30, quindi costruire la nuova vettura fu un po' complesso perché doveva fare i conti con sette anni di evoluzioni tecniche.
L'anno seguente la March fece scuola perché assunse Adrian Newey come capo progetto ed impostò la vettura per avere un'alta efficienza aerodinamica, mentre Coppuck nell'87 scelse una strada più conservativa, anche per via del fatto che il team non disponeva di grosse somme di denaro e per il poco tempo a disposizione.
A favorire l'ingresso della scuderia nel "circus" fu il ritorno dei motori aspirati con il nuovo regolamento. Venne così scartata l'ipotesi di usare un motore turbo sia per i costi, ma anche perché nell'89 quei motori sarebbero stati banditi.
Tale variazione al regolamento era stata decisa solo a maggio 1986 dopo la morte di Elio de Angelis in un incidente al Circuito Paul Ricard.
Per il motore la scelta obbligata cadde sulla Cosworth che rapidamente mise a disposizione un motore collaudato e relativamente economico. La 871 (come le poche altre vetture a motore aspirato in quell'anno) venne disegnata attorno al Cosworth DFZ erede del DFV, un V8 di 90° tipico delle scuderie inglesi.
Questo facilitò la progettazione in quanto la versione da 3 litri era già utilizzata sulle vetture per la Formula 3000, in cui la March era il principale costruttore all'epoca. La monoscocca infatti era sostanzialmente la stessa della March 87B per quella categoria con il serbatoio maggiorato.
In Brasile il team, non avendo ancora ultimato la vettura, si presentò con la 87P, che altro non era che proprio una 87B dotata di diversi alettoni e il gruppo motore cambio citato.
A questo motore venne abbinata una trasmissione realizzata in casa dalla stessa March, un cambio longitudinale a sei marce più retromarcia con differenziale autobloccante, anche se risultava piuttosto ingombrante rispetto ai modelli di altre case, ad esempio la Hewland.
Per via di questi problemi la 871 non era una vettura particolarmente curata dal punto di vista aerodinamico; infatti visti gli ingombri del cambio il profilo estrattore era molto piccolo nella zona centrale, mentre aveva due canali Venturi molto alti ai lati della trasmissione.
L'ala anteriore aveva una forma abbastanza particolare, con un profilo monoplano ad andamento triangolare sul bordo d'uscita, contornato da un vistoso nolder.
L'ala posteriore invece aveva due varianti, la prima utilizzata al Gran Premio di Imola era un'ala biplana con bandelle triangolari molto grandi.
L'altra soluzione era sempre un'ala biplana con bandelle rettangolari molto più piccole e raccordo di 90° sullo spigolo superiore del bordo d'attacco.
Le pance laterali avevano dimensioni abbastanza contenute, con bocche molto grandi per l'impianto di raffreddamento, ed un andamento della silhouette di tipo a bottiglia di coca-cola verso la coda, anche se i cassoni non si estendevano per tutta la lunghezza della vettura.
Questa parte della carrozzeria, così come il musetto e gli alettoni anteriori, erano stati utilizzati anche sulla 87P, ma rispetto a questa le pance, oltre ad avere sempre sette feritoie laterali con andamento divergente verso la coda, erano munite di un ulteriore feritoia più piccola a disegno rettangolare nella zona anteriore.
Le sospensioni erano di tipo pull-rod a triangoli sovrapposti ed ancoravano su un telaio in fibra di carbonio abbastanza tozzo nella zona centrale alle spalle del pilota, per via delle dimensioni generose del serbatoio di carburante, differentemente dalla 87P che infatti aveva un corpo vettura più snello.
Come la 87P, anche la 871 non aveva il cofano motore, ma in alcune occasioni, diversamente dal modello che l'ha preceduta, utilizzava un airscope.
Questo fungeva da carenatura per il roll-bar, si raccordava attorno ai collettori di aspirazione e aveva una sezione frontale piuttosto ampia a forma di T come su alcune auto dei primi anni Settanta.
Oltre all'airscope, un'altra caratteristica un po' particolare di questa vettura erano le prese d'aria dei freni anteriori.
Anziché a sezione rettangolare, infatti, avevano una sezione circolare ed erano molto piccole, oltre che essere costruite in lega d'alluminio anziché fibra di carbonio.

## Risultati
La Leyton House corse con un solo pilota nel 1987, ossia Ivan Capelli, perciò ad ogni gara venne schierata solo una 871.
Va comunque detto che oltre al milanese, la vettura venne collaudata dal danese Kris Nissom.
Nelle prime gare vi furono molti problemi di affidabilità ai motori dovuti in particolare ad un errato dimensionamento delle fasce elastiche dei cilindri. Problema che venne risolto dopo aver cambiato preparatore, passando dallo svizzero Heini Mader al britannico Brian Hart
La 871 corse 15 gare sulle 16 del 1987, perché non fu possibile costruirla in tempo per la gara inaugurale in Brasile, dove venne portata la 87P.
Ivan Capelli concluse il campionato in diciannovesima posizione con un solo punto conquistato al Gran Premio di Monaco.
Durante l'anno la vettura si dovette ritirare in nove occasioni, o per problemi di affidabilità o per incidenti.
La macchina non si dimostrò particolarmente competitiva né affidabile rispetto alla Tyrrell che dominò il campionato riservato alle vetture aspirate.
l
Sicuramente la velocità pura non era il principale pregio di questo telaio dato che in qualifica non andò mai oltre il 18º posto e mediamente si piazzava in 22ª posizione, ma grazie alla gestione accorta del suo pilota riuscì ad arrivare in 6ª posizione a Monte Carlo ottenendo un punto iridato, e disputò una discreta seconda parte di stagione terminando diverse gare in top ten o a ridosso di questa.